# Provincia de Tōtōmi
La provincia de Tōtōmi (遠江国 Tōtōmi-no kuni) fue una provincia japonesa que en la actualidad correspondería con la mitad oeste de la prefectura de Shizuoka. Tōtōmi bordeaba las provincias de Mikawa, Suruga y Shinano. Su nombre abreviado fue Enshū (遠州). El origen del nombre de la prefectura se encuentra en cómo se llamaba antiguamente al lago Hamana.    

## Historia
Tōtōmi fue una de las primeras provincias japonesas establecidas en el periodo Nara bajo el código Taihō. La capital original de la provincia fue establecida en la actual Iwata bajo el nombre de “Mitsuke" (nombre que sobrevivió a la actualidad como Mitsuke-juku, una estación del Tōkaidō). Bajo el sistema de clasificación Engishiki, Tōtōmi era considerada como un "país superior" (上国) en términos de importancia y uno de los 16 "países medios" (中国) en términos de distancia a la capital.
Durante el principio del periodo Muromachi, Tōtōmi era gobernada por el clan Imagawa antes de que el clan Shiba se hiciera con el poder. Sin embargo, en el periodo Sengoku, los Imagawa recuperaron Tōtōmi y lo anexaron a la provincia de Suruga.
Con la abolición del sistema han en 1871 por el nuevo gobierno de los Meiji, Tōtōmi se convirtió en la poca duradera prefectura de Hamamatsu hasta 1876. El 21 de agosto de 1876, Tōtōmi se unió a las provincias de Suruga e Izu creando la prefectura de Shizuoka.